# Jamkóweczka bukowa
Jamkóweczka bukowa (Antrodiella faginea Vampola & Pouzar) – gatunek grzybów należący do rodziny ząbkowcowatych (Steccherinaceae).

## Systematyka i nazewnictwo
Pozycja w klasyfikacji według Index Fungorum: Antrodiella, Steccherinaceae, Polyporales, Incertae sedis, Agaricomycetes, Agaricomycotina, Basidiomycota, Fungi.
Po raz pierwszy opisali go w 1996 r. Petr Vampola i Zdeněk Pouzar wśród opadłych liści bukowych w Czechach i nadana przez nich nazwa naukowa jest ważna. Polską nazwę zaproponował Władysław Wojewoda w 2003 r.

## Morfologia
Owocnik
Poliporoidalny, jednoroczny, rozpostarty, rozpostarto-odgięty lub siedzący (tworzący bokiem przyrośnięte kapelusze), po wyschnięciu kruchy. Kapelusze w kształcie paznokcia, łopatkowate, strzępiaste lub nawet prawie trzonowate, o szerokości 5–20 mm, grubości do 3 mm, wystające na 2–20 mm. Powierzchnia matowa, kremowa, jasnoochrowożółta lub nawet szarawa, nieco higrofaniczna. Brzeg ostry i często wcięty. Okazy rozpostarte osiągają rozmiary 10–150 × 5–40 mm, są okrągłe lub elipsoidalne, a sąsiednie owocniki często zrastają się. Pory kremowe, całe, czasami z fioletowo-szarymi plamami w starszym środku i blisko przyczepu (5–)6–8 na mm. Kontekst kremowy, jednorodny, po wyschnięciu twardy, rurki tego samego koloru.
Cechy mikroskopowe
System strzępkowy dimiticzny. Strzępki generatywne ze sprzążkami, nieamyloidalne lub słabo amyloidalne w rurkach, cyjanofilne, w kontekście o średnicy 2,4–5,5 um, w tramie rurek ściśle splecione, ale nie zlepione, o średnicy 1,8–4 um. Strzępki szkieletowe w kontekście niewyraźne, w tramie włosowate. Pomiędzy strzępkami widoczne kryształki, na strzępkach sporadycznie kołki strzępkowe. W hymenium są cystydiole ze stożkowatym wierzchołkiem. Gleocystydy 9–18 × 3,6–6 um, u niektórych okazów liczne, u innych sporadyczne lub icg brak, słabo zróżnicowane, przypominające młodociane podstawki, często obecne na dnie rurki w starym hymenium. Podstawki z 4 sterygmami. Bazydiospory (2,5–)2,8–3,7(–4,5) x (1,6–)1,8–2,2(–2,5) µm elipsoidalne, czasami zwężające się w kierunku bliższego wierzchołka, ze stroną brzuszną płaską lub lekko wypukłą, cienkościenne, niecyjanofilne, nieamyloidalne.

## Występowanie i siedlisko
Podano stanowiska jamkóweczki bukowej tylko w niektórych krajach Europy i w Azji Wschodniej. W Polsce w 2001 r. jej stanowiska podał Marcin Piątek na Pogórzu Ciężkowickim. W późniejszych latach podano wiele następnych, a najbardziej aktualne stanowiska podaje internetowy atlas grzybów. Znajduje się w nim na liście gatunków zagrożonych i wartych objęcia ochroną.
Nadrzewny grzyb saprotroficzny. Występuje na martwym drewnie różnych gatunków drzew liściastych.